# Olympische Sommerspiele 1956/Teilnehmer (Frankreich)
| Gelbes Symbol für Goldmedaillen mit stilisierten Olympischen Ringen | Graues Symbol für Silbermedaillen mit stilisierten Olympischen Ringen | Braundes Symbol für Bronzemedaillen mit stilisierten Olympischen Ringen |
| ------------------------------------------------------------------- | --------------------------------------------------------------------- | ----------------------------------------------------------------------- |
| 4                                                                   | 4                                                                     | 6                                                                       |

Frankreich nahm an den Olympischen Sommerspielen 1956 in Melbourne mit einer Delegation von 137 Athleten (119 Männer und achtzehn Frauen) an 95 Wettkämpfen in fünfzehn Sportarten teil.
Darüber hinaus war Frankreich bei den Reiterspielen in Stockholm vertreten, welche bereits fünf Monate zuvor stattfanden. Hier war die Nation mit acht männlichen Reitern vertreten, welche keine Medaille erringen konnten.

## Teilnehmer nach Sportarten

### Basketball
Männer
- 4. Platz

- Kader
Roger Antoine
Christian Baltzer
Jean-Paul Beugnot
Maurice Buffière
Yves Gominon
Henri Grange
Roger Haudegand
Robert Monclar
Henri Rey
André Schlupp
Gérard Sturla
Roger Veyron

### Boxen
Männer
- Gilbert Chapron
Mittelgewicht: Bronze

- Eugène Legrand
Halbmittelgewicht: 1. Runde

- René Libeer
Fliegengewicht: Bronze

- Claude Saluden
Halbweltergewicht: Viertelfinale

- André de Souza
Federgewicht: Viertelfinale

- André Vairolatto
Leichtgewicht: Viertelfinale

### Fechten
| Männer - Bernard Baudoux Florett, Mannschaft: Silber - Roger Closset Florett, Mannschaft: Silber - René Coicaud Florett, Mannschaft: Silber - Daniel Dagallier Degen, Einzel: Viertelfinale Degen, Mannschaft: Bronze - Yves Dreyfus Degen, Mannschaft: Bronze - Claude Gamot Säbel, Einzel: Viertelfinale Säbel, Mannschaft: 4. Platz - Jacques Lataste Florett, Einzel: Vorrunde Florett, Mannschaft: Silber - Jacques Lefèvre Säbel, Einzel: 4. Platz Säbel, Mannschaft: 4. Platz - Bernard Morel Säbel, Mannschaft: 4. Platz - Armand Mouyal Degen, Einzel: Halbfinale Degen, Mannschaft: Bronze - Claude Netter Florett, Einzel: 5. Platz Florett, Mannschaft: Silber - Claude Nigon Degen, Mannschaft: Bronze - Christian d’Oriola Florett, Einzel: Gold Florett, Mannschaft: Silber - René Queyroux Degen, Einzel: 6. Platz Degen, Mannschaft: Bronze - Jacques Roulot Säbel, Einzel: Halbfinale Säbel, Mannschaft: 4. Platz | Frauen - Kate Delbarre Florett, Einzel: 5. Platz - Renée Garilhe Florett, Einzel: Bronze - Régine Veronnet Florett, Einzel: Vorrunde |

### Gewichtheben
Männer
- Jean Debuf
Mittelschwergewicht: Bronze

- Roger Gerber
Leichtgewicht: 15. Platz

- Marcel Paterni
Leichtschwergewicht: 7. Platz

### Kanu
| Männer - Louis Gantois Kajak-Einer, 1000 Meter: 5. Platz - Maurice Graffen & Michel Meyer Kajak-Zweier, 1000 Meter: 5. Platz Kajak-Zweier, 10.000 Meter: 9. Platz - Georges Dransart & Marcel Renaud Canadier-Zweier, 1000 Meter: 4. Platz Canadier-Zweier, 10.000 Meter: Silber | Frauen - Éva Marion Kajak-Einer, 500 Meter: 8. Platz |

### Leichtathletik
| Männer - Pierre Alard Diskuswurf: 18. Platz in der Qualifikation - Éric Battista Dreisprung: 16. Platz - Jean-Claude Bernard 110 Meter Hürden: Halbfinale - René Bonino 100 Meter: Viertelfinale 4 × 100 Meter: Halbfinale - Yves Camus 200 Meter: Vorläufe - Guy Cury 400 Meter Hürden: Halbfinale - Alain David 100 Meter: Vorläufe 4 × 100 Meter: Halbfinale - Jacques Degats 400 Meter: Viertelfinale 4 × 400 Meter: Vorläufe - Jocelyn Delecour 4 × 100 Meter: Halbfinale - René Djian 800 Meter: Halbfinale - Maurice Fournier Hochsprung: 11. Platz - Jean-Pierre Goudeau 200 Meter: Vorläufe 4 × 400 Meter: Vorläufe - Pierre Haarhoff 400 Meter: Halbfinale 4 × 400 Meter: Vorläufe - Guy Husson Hammerwurf: 13. Platz - Michel Jazy 1500 Meter: Vorläufe - Konstantin Lissenko 200 Meter: DNF (Viertelfinale) 4 × 100 Meter: Halbfinale - Michel Macquet Speerwurf: 7. Platz - Jean-Paul Martin du Gard 400 Meter: Viertelfinale 4 × 400 Meter: Vorläufe - Alain Mimoun 10.000 Meter: 12. Platz Marathon: Gold - Edmond Roudnitska 110 Meter Hürden: Halbfinale - Victor Sillon Stabhochsprung: kein gültiger Versuch in der Qualifikation - Léon Syrovatski Speerwurf: 18. Platz in der Qualifikation - Raymond Thomas Kugelstoßen: 14. Platz - Alexandre Yankoff 400 Meter Hürden: Vorläufe | Frauen - Catherine Capdevielle 100 Meter: Halbfinale 4 × 100 Meter: Vorläufe - Micheline Fluchot 100 Meter: Vorläufe 200 Meter: Vorläufe 4 × 100 Meter: Vorläufe - Simone Henry 200 Meter: Vorläufe 4 × 100 Meter: Vorläufe - Marthe Lambert 80 Meter Hürden: Halbfinale Weitsprung: 5. Platz - Angèle Picado 80 Meter Hürden: Vorläufe 4 × 100 Meter: Vorläufe |

### Moderner Fünfkampf
Männer
- Jean-Claude Hamel
Einzel: 33. Platz

### Radsport
Männer
- René Abadie
Straßenrennen, Einzel:27. Platz
Straßenrennen, Mannschaft: Gold

- Renzo Colzi
1000 Meter Zeitfahren: 16. Platz

- Arnaud Geyre
Straßenrennen, Einzel: Silber 
Straßenrennen, Mannschaft: Gold

- Maurice Moucheraud
Straßenrennen, Einzel:8. Platz
Straßenrennen, Mannschaft: Gold

- Michel Rousseau
Sprint: Gold

- Michel Vermeulin
Straßenrennen, Einzel: 12. Platz
Straßenrennen, Mannschaft: Gold

- André Gruchet und Robert Vidal
Tandemsprint: 5. Platz

- René Bianchi, Jean Graczyk, Jean-Claude Lecante und Michel Vermeulin
4000 Meter Mannschaftsverfolgung: Silber

### Reiten
- Alain Bouchet
Vielseitigkeitsreiten, Einzel: DNF
Vielseitigkeitsreiten, Mannschaft: DNF

- Jean-Albert Brasu
Dressur, Einzel: 22. Platz
Dressur, Mannschaft: 6. Platz

- Georges Calmon
Springen, Einzel: 44. Platz
Springen, Mannschaft: 8. Platz

- Bernard de Fombelle
Springen, Einzel: 29. Platz
Springen, Mannschaft: 8. Platz

- Pierre Jonquères d’Oriola
Springen, Einzel: 6. Platz
Springen, Mannschaft: 8. Platz

- André Jousseaume
Dressur, Einzel: 5. Platz
Dressur, Mannschaft: 6. Platz

- Jean Saint-Fort Paillard
Vielseitigkeitsreiten, Einzel: 25. Platz
Vielseitigkeitsreiten, Mannschaft: DNF

- Jean Salmon
Dressur, Einzel: 32. Platz
Dressur, Mannschaft: 6. Platz

### Ringen
Männer
- Roger Bielle
Federgewicht, griechisch-römisch: 2. Runde
Leichtgewicht, Freistil: 3. Runde

- André Zoete
Fliegengewicht, griechisch-römisch: 2. Runde
Fliegengewicht, Freistil: 5. Platz

### Rudern
Männer
- Yves Delacour, Guy Guillabert, René Guissart und Gaston Mercier
Vierer ohne Steuermann: Bronze

- Maurice Bas, Émile Clerc, Richard Duc, Maurice Houdayer, Édouard Leguery, Santé Marcuzzi, René Massiasse, Jean-Jacques Vignon und Jacques Vilcoq
Achter: Hoffnungslauf

### Schießen
Männer
- Charles des Jamonières
Schnellfeuerpistole: 27. Platz
Freie Pistole: 20. Platz

- Jacques Mazoyer
Kleinkaliber, Dreistellungskampf: 24. Platz
Kleinkaliber, liegend: 35. Platz

- Robert Pignard
Trap: 10. Platz

- Michel Prévost
Trap: 14. Platz

- Maurice Racca
Kleinkaliber, Dreistellungskampf: 28. Platz
Kleinkaliber, liegend: 39. Platz

### Schwimmen
| Männer - Jean Boiteux 400 Meter Freistil: Vorläufe 1500 Meter Freistil: 6. Platz 4 × 200 Meter Freistil: Vorläufe - Gilbert Bozon 100 Meter Rücken: Halbfinale - Hugues Broussard 200 Meter Brust: disqualifiziert (Finale) - Robert Christophe 100 Meter Rücken: 4. Platz - Gérard Coignot 100 Meter Rücken: Vorläufe - Jacques Collignon 400 Meter Freistil: Vorläufe 1500 Meter Freistil: Vorläufe 4 × 200 Meter Freistil: Vorläufe - Aldo Eminente 100 Meter Freistil: 8. Platz 4 × 200 Meter Freistil: Vorläufe - Alex Jany 100 Meter Freistil: Vorläufe 4 × 200 Meter Freistil: Vorläufe - Guy Montserret 400 Meter Freistil: Vorläufe 1500 Meter Freistil: Vorläufe - René Pirolley 200 Meter Schmetterling: Vorläufe | Frauen - Héda Frost 100 Meter Freistil: Vorläufe 400 Meter Freistil: 7. Platz 4 × 100 Meter Freistil: Vorläufe - Viviane Gouverneur 400 Meter Freistil: Vorläufe 4 × 100 Meter Freistil: Vorläufe - Ginette Jany-Sendral 100 Meter Freistil: Vorläufe 4 × 100 Meter Freistil: Vorläufe 100 Meter Rücken: Vorläufe - Odette Lusien 100 Meter Schmetterling: Vorläufe - Colette Thomas 400 Meter Freistil: Vorläufe - Odile Vouaux 100 Meter Freistil: Vorläufe 4 × 100 Meter Freistil: Vorläufe |

### Segeln
Männer
- Didier Poissant
Finn-Dinghy: 13. Platz

- Philippe Chancerel und Michel Parent
Star: 5. Platz

- Claude Flahault und Roger Tiriau
Sharpie: 8. Platz

- Albert Cadot, Jean-Jacques Herbulot und Dominique Perroud
5,5-Meter-Klasse: 6. Platz

### Turnen
| Männer - Raymond Dot Einzelmehrkampf: 32. Platz Boden: 47. Platz Pferd: 36. Platz Barren: 28. Platz Reck: 10. Platz Ringe: 36. Platz Seitpferd: 43. Platz - Jean Guillou Einzelmehrkampf: 46. Platz Boden: 44. Platz Pferd: 50. Platz Barren: 41. Platz Reck: 28. Platz Ringe: 46. Platz Seitpferd: 38. Platz - Michel Mathiot Einzelmehrkampf: 40. Platz Boden: 33. Platz Pferd: 50. Platz Barren: 28. Platz Reck: 44. Platz Ringe: 41. Platz Seitpferd: 28. Platz | Frauen - Jacqueline Dieudonné Einzelmehrkampf: 65. Platz Stufenbarren: 65. Platz - Danièle Sicot Einzelmehrkampf: 41. Platz Boden: 47. Platz Pferd: 55. Platz Stufenbarren: 35. Platz Schwebebalken: 25. Platz |

### Wasserspringen
| Männer - Christian Pire Kunstspringen: 14. Platz | Frauen - Nicole Darrigrand Kunstspringen: 7. Platz Turmspringen: 4. Platz |